# Festuca oenensis
Festuca oenensis är en gräsart som beskrevs av Jean Jacques Vetter. Festuca oenensis ingår i släktet svinglar, och familjen gräs. Inga underarter finns listade i Catalogue of Life.